# 圣安德烈-德罗克隆格
圣安德烈-德罗克隆格（法語：Saint-André-de-Roquelongue，法語發音：[sɛ̃.t‿ɑ̃dʁe də ʁɔklɔ̃ɡ] ⓘ）是法国奥德省的一个市镇，位于该省东部，属于纳博讷区。

## 地理
圣安德烈-德罗克隆格（43°6'50"N, 2°50'13"E）面积30.81 平方千米，位于法国奧克西塔尼大區奥德省，该省份为法国南部沿海省份，北起塔恩省，西北接上加龙省，西接阿列日省，南至东比利牛斯省，东临地中海，东北与埃罗省接壤。
与圣安德烈-德罗克隆格接壤的市镇（或旧市镇、城区）包括：比扎内、布特纳克、丰容库斯、蒙特塞雷、纳博讷、滨海佩里亚克、波尔泰代科尔比埃、泰藏德科比耶尔、维勒塞克-德科比耶尔。

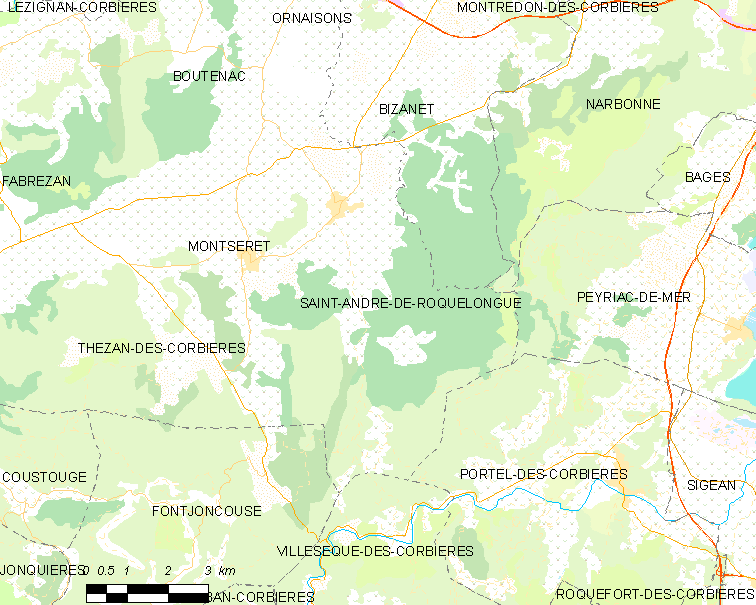
圣安德烈-德罗克隆格的OSM定位图

圣安德烈-德罗克隆格的时区为UTC+01:00、UTC+02:00（夏令时）。

## 行政
圣安德烈-德罗克隆格的邮政编码为11200，INSEE市镇编码为11332。

## 政治
圣安德烈-德罗克隆格所属的省级选区为莱科比耶尔县。

## 人口

1962-2008年间圣安德烈-德罗克隆格人口变化图示

圣安德烈-德罗克隆格于2022年1月1日时的人口数量为1400人。